# Anna Camp
Anna Ragsdale Camp, född 27 september 1982 i Aiken i South Carolina, är en amerikansk skådespelare och sångare. Hon är mest känd för sin roll som Aubrey Posen i Pitch Perfect-filmerna och som Sarah Newlin i True Blood.

## Filmografi (i urval)

### Filmer
- 2007 – And Then Came Love
- 2008 – Pretty Bird
- 2011 – Niceville
- 2012 – Pitch Perfect
- 2015 – Pitch Perfect 2
- 2016 – Café Society
- 2017 – The Most Hated Woman in America
- 2017 – Pitch Perfect 3
- 2019 – The Wedding Year
- 2020 – The Lovebirds
- 2020 – Desperados
- 2022 – Jerry & Marge Go Large
- 2022 – Murder at Yellowstone City
- 2025 – Bride Hard
- 2026 – Scream 7

### TV-serier
- 2008 – Cashmere Mafia (TV-serie)
- 2009 – True Blood (TV-serie) (även 2013–2014)
- 2009 – The Office (TV-serie)
- 2009 – Glee (TV-serie)
- 2010 – Numb3rs (TV-serie)
- 2010 – Covert Affairs (TV-serie)
- 2010 – Mad Men (TV-serie)
- 2011 – Love Bites (TV-serie)
- 2011–2016 – The Good Wife (TV-serie)
- 2012 – House of Lies (TV-serie)
- 2012–2013 – The Mindy Project (TV-serie)
- 2013 – Vegas (TV-serie)
- 2013 – Super Fun Night (TV-serie)
- 2013 – How I Met Your Mother (TV-serie)
- 2013–2015 – Ground Floor (TV-serie)
- 2014 – The League (TV-serie)
- 2014 – Key & Peele (TV-serie)
- 2014–2017 – Sofia den första (TV-serie) (röst)
- 2015 – Ester vs. mörkrets makter (TV-serie) (röst)
- 2016–2017 – Unbreakable Kimmy Schmidt (TV-serie)
- 2018 – Harvey-tjejerna för alltid! (TV-serie) (röst)
- 2019 – Vampyrina (TV-serie) (röst)
- 2019–2020 – Valpvänner (TV-serie) (röst)
- 2019–2020 – Perfect Harmony (TV-serie)
- 2020 – Creepshow (TV-serie)
- 2023 – Is It Cake? (TV-serie)
- 2024 – Hysteria! (TV-serie)
- 2025 – You (TV-serie)